# Оби-Ван Кеноби (мини-серија)
Оби-Ван Кеноби (енгл. Obi-Wan Kenobi) америчка је телевизијска мини-серија за Disney+, усредсређена на истоименог лика из франшизе Ратови звезда. Смештена десет година после догађаја из филма Ратови звезда: Епизода III — Освета сита (2005), серија прати Кенобија на путу да спасе отету принцезу Леју (Вивијен Лира Блер) од Галактичке Империје, што доводи до сукоба са његовим бившим учеником, Дартом Вејдером (Хејден Кристенсен).
Пројекат је првобитно замишљен као засебни филм који је требало да режира Стивен Далдри, а сценарио би написао Хосеин Амини, али га је Амини прерадио као ограничену серију након финансијског неуспеха филма Соло: Прича Ратова звезда (2018). Макгрегор је потврђен као главни глумац у августу 2019. године, а Чоуова је ангажована као редитељка месец дана касније. Првобитно је планирано да продукција започне у јулу 2020, али је серија стављена на чекање на неодређено време у јануару исте године, јер је продукцијска кућа Lucasfilm била незадовољна сценаријима. У априлу 2020. Џоби Харолд је ангажован да преправи серију и буде њен шоуранер, док су додатне улоге најављене у марту 2021. године. Снимање је почело у априлу 2021. у Лос Анђелесу, а завршено је у септембру.
Прве две епизоде премијерно су приказане 27. маја 2022. године. Наредне четири епизоде приказиване су једном седмично до 22. јуна. Серија је добила углавном позитивне критике, уз похвале за глуму Макгрегора и Кристенсенна, као и режију Чоуове, док је сценарио добио неколико негативних критика.

## Радња
Серија је смештена између догађаја филмова Освета сита и Нова нада, на планети Татуин, где се Оби-Ван Кеноби повукао након што је породици Ларс донео бебу, Лука Скајвокера.

## Улоге
| Глумац             | Улога                          |
| ------------------ | ------------------------------ |
| Јуан Макгрегор     | Оби-Ван Кеноби                 |
| Руперт Френд       | Велики инквизитор              |
| Сунг Канг          | Пети Брат                      |
| Мозес Инграм       | Рева Севандер / Трећа Сестра   |
| Вивијен Лира Блер  | Леја Органа                    |
| Хејден Кристенсен  | Анакин Скајвокер / Дарт Вејдер |
| Индира Варма       | Тала Дурит                     |
| Бени Сафди         | Нари                           |
| Џоел Еџертон       | Овен Ларс                      |
| Бони Пис           | Беру Вајтсан Ларс              |
| Симон Кесел        | Бреха Органа                   |
| Фли                | Вект Нокру                     |
| Џими Смитс         | Бејл Органа                    |
| Кумаил Нанџијани   | Хаџа Естри                     |
| Марисе Алварез     | Најч Хорн                      |
| Рија Килстед       | Четврта Сестра                 |
| Зак Браф           | Фрек                           |
| О’Шej Џексон Млађи | Колан Рокен                    |
| Маја Ерскин        | Сали                           |
| Ијан Макдермид     | император Палпатин             |
| Лијам Нисон        | Квај-Гон Џин                   |

## Епизоде
| Бр. еп. | Наслов | Редитељ    | Сценариста  | Премијера                   |
| ------- | ------ | ---------- | ----------- | --------------------------- |
| 1       | Део    | Дебора Чоу | Џоби Харолд | 27. мај 2022. 14. јун 2022. |
| 2       | Део    | Дебора Чоу | Џоби Харолд | 27. мај 2022. 14. јун 2022. |
| 3       | Део    | Дебора Чоу | Џоби Харолд | 1. јун 2022. 14. јун 2022.  |
| 4       | Део    | Дебора Чоу | Џоби Харолд | 8. јун 2022. 14. јун 2022.  |
| 5       | Део    | Дебора Чоу | Џоби Харолд | 15. јун 2022. 15. јун 2022. |
| 6       | Део    | Дебора Чоу | Џоби Харолд | 22. јун 2022. 22. јун 2022. |